# Wałdaj (wyżyna)
Wałdaj (831), inaczej Wzgórza Wałdaj, Wyżyna Wałdajska, historycznie Góry Wałdajskie, Góry Alańskie lub Góry Alauńskie (ros. Валдай, także Валдайская возвышенность, Wałdajskaja wozwyszennost´) – wyżyna w europejskiej części Rosji, w północno-zachodniej części Niziny Wschodnioeuropejskiej, mniej więcej w połowie drogi pomiędzy Moskwą a Petersburgiem. We wczesnym średniowieczu Wałdaj pokryty był puszczą znaną jako Las Wołkowski, Las Wołkoński lub Las Okowski, stąd w źródłach historycznych nazwy te czasem stosowało się wymiennie.
Wyżyna wznosi się maksymalnie na wysokość 346,9 m n.p.m. Zbudowana jest z materiałów morenowych zalegających na wyniesionym fundamencie, który tworzą skały wapienne oraz łupki karbońskie i dewońskie. 
Wałdaj jest działem wodnym między zlewiskiem jeziora Ilmen a dorzeczami biorących tu swój początek: Wołgi, Dniepru, Dźwiny, Siasiu i Mołogi. Tak więc region ten należy do zlewisk Morza Kaspijskiego (Wołga, Mołoga), Morza Czarnego (Dniepr) oraz Morza Bałtyckiego (Siaś, Dźwina). 
Stanowi pojezierze (największe jeziora: Seliger, Wsieług, Wielje, Szlino, Pieno, Wołgo), które opada stromą krawędzią na północny zachód ku płaskiej Nizinie Ilmeńskiej. W obniżeniach znajdują się bagna. Dużo terenów pokrywają lasy iglaste i pola uprawne. Na wzgórzach Wałdaj znajdują się także Wałdajski Park Narodowy (Rezerwat Biosfery UNESCO od 2004 roku) oraz Centralno-Leśny Rezerwat Biosfery (Rezerwat Biosfery UNESCO od 1985 roku).
We Wałdaju prywatną rezydencję ma Władimir Putin.